# Anna Arkhipova
Pour les articles homonymes, voir Arkhipova.
Anna Arkhipova, née le 27 juillet 1973 à Stavropol, est une joueuse russe de basket-ball, évoluant au poste d'arrière.

## Club
- BK Sam Myjava (Slovaquie)
- Delta Management Lokomotiva (Slovaquie)
- Lotos Gdynia (Pologne)
- ŽBK Dynamo Moscou (Russie)
- UMMC Ekaterinbourg (Russie)

## Palmarès

### Club
- Euroligue 2003

### Sélection nationale
- championnat d'Europe
  -  Médaille d'or au Championnat d'Europe 2003 en Grèce
  -  Médaille d'argent au Championnat d'Europe 2001 en France
  - quart de finale du Championnat d'Europe 1997 en Hongrie

- Jeux olympiques
  -  : Jeux olympiques d'été de 2004